# Die Liebe ist ein seltsames Spiel (Film)
Die Liebe ist ein seltsames Spiel ist eine spanisch-deutsche Filmromanze aus dem Jahre 1961. Unter der Regie von Rafael Gil und Hans Grimm spielen Marianne Hold und Vicente Parra, Germaine Damar und Horst Frank die Hauptrollen.

## Handlung
Während eines Fluges lernen sich zwei attraktive junge Menschen kennen und entwickeln rasch Sympathie füreinander. Er heißt Michael und behauptet, ein Musiker (Trompetenspieler) zu sein. Sie heißt Veronika, ist Spanierin und verdient angeblich ihren Lebensunterhalt als Sekretärin. Doch beide belügen einander, denn in Wahrheit ist Michael König einer deutschen Kleinmonarchie und sie die Nichte einer milliardenschweren Herzogin. Rasch verlieben sich die beiden ineinander, doch ihr junges Glück steht unter keinem guten Stern.
Erstens, weil die Minister seiner Majestät den jungen Monarchen drängen, endlich eine standesgemäße Braut von hochadeligem Rang zu finden, was sich als alles andere als einfach erweist. Zweitens braut sich etwas gegen den König zusammen: Einige Revolutionäre, darunter mutmaßlich Veronikas Bruder Karl, versuchen, den Monarchen zu stürzen. Damit scheint die Liebe zwischen Michael und Veronika aussichtslos. Doch als sich herausstellt, das Karl in Wahrheit versucht hatte, König Michael vor dem Umsturz zu schützen, erhellt sich die Zukunft der beiden Königskinder. Die Milliarden von Veronikas Vater werden die Zukunft des jungen Monarchen sichern und seine Position stärken, sodass einer Eheschließung Michaels mit der standesgemäßen Veronika nichts mehr im Wege steht.

## Produktionsnotizen
Die Liebe ist ein seltsames Spiel ist zwar eine spanisch dominierte, jedoch überwiegend im Großraum München mit einem deutschen Partner (Franz Seitz) gedrehte Produktion, in der auch einige Stars des deutschen Films der 1950er und 1960er Jahre auftraten. Die spanische Premiere fand am 13. Oktober 1961 statt, in Deutschland konnte man den Film ab dem 5. Januar 1962 sehen. In Österreich lief Die Liebe ist ein seltsames Spiel am 16. März 1962 an.

## Kritiken
Paimann’s Filmlisten resümierte: „Monarchenliebe, Audienzen, Feste, Revolte in einem Spanien auf Bajuwarisch … dramaturgisch und regielich gleich naiv aufbereitet und dargestellt. […] Das Ganze mag bei weniger kritischem Familienpublikum leidliche Aufnahme finden.“

„Aufwendig ausgestattete, aber hoffnungslos veraltet wirkende Schnulze.“